# Segre
A Segre (IPA: [ˈseɣɾə]; franciául Sègre) folyó az Ibériai-félsziget északi részén, az Ebro (katalánul Ebre) bal oldali mellékfolyója. Franciaországban, a Pireneusokban ered, elfolyik Andorra mellett, végül Spanyolországban Barcelona és Zaragoza közt torkollik az Ebróba.

## Neve
A Segre folyót a rómaiak és görögök Sicoris, Al-Andalusz mórjai Nahr az-Zaytūn (نهر الزيتون, am. olívák folyója) néven ismerték.

## Útja

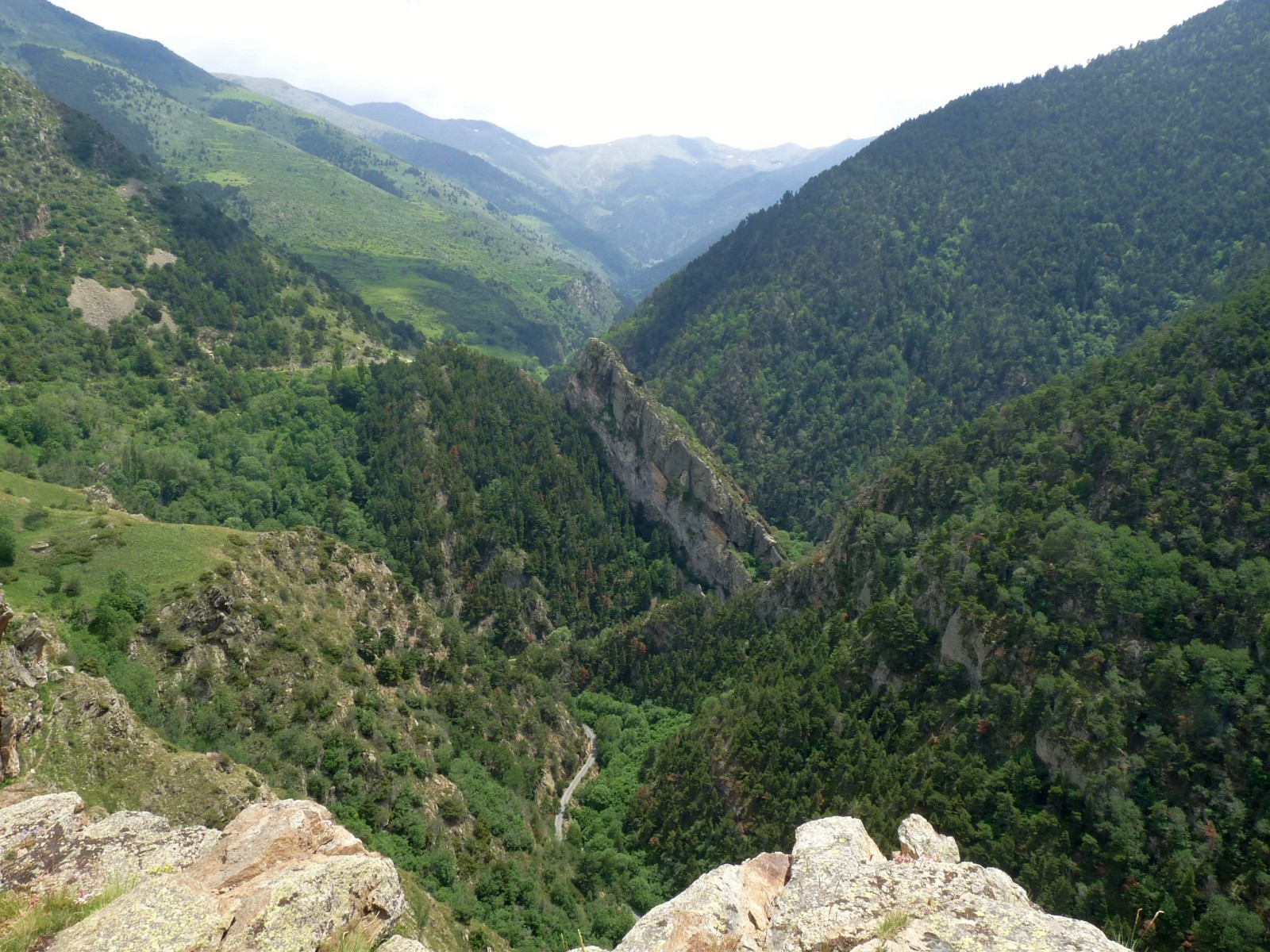
A Segre szurdokvölgye Llónál

Forrása Perpignan felől nézve a spanyol Llívia exklávé előtt, a francia Kelet-Pireneusok kerületben, Saillagouse (Sallagosa) közelében a Pic del Segre (Puigmal de Segre) északi oldalán van.
A Segre először Llo falu mellett folyik el. Ezután éri el a Perpignan Boulevard Edmond Michelet felől majdnem végig a Tét folyó mentén érkező N (nemzeti) 116-os utat, majd Llívia exklávénál lép először katalán területre.
Puigcerdà városkánál ér Katalóniába, átfolyik Balaguer és Lleida városon, majd Mequinenzánál éri el az Ebrót.

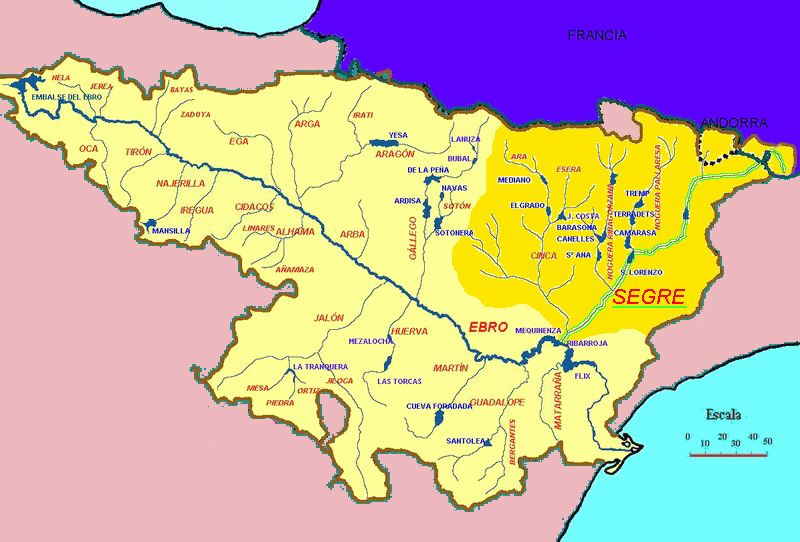
A Segre és mellékfolyói az Ebro vízgyűjtő területén

Mellékfolyói: Valira (Andorrából), Noguera Pallaresa, Noguera Ribagorzana, Cinca. 

### Lleidában
Útja során egyértelműen Lleida a legfontosabb város. A Segre két részre osztja Lleidát, de számos híd van a folyón. A Segre alkalmanként kiárad. Erre legutóbb az 1970-es évek végén volt példa. Nevezetes parkjai a folyó mellett a La Mitjana és a Parc dels Camps Elisis. 
Elhalad a Zaragoza irányába tartó A-2-es autópálya mellett.

## Külső hivatkozások
- Segre környezeti akció – „La Mitjana”, Lleida (Spanyolország)